# 2228 Soyuz-Apollo
2228 Soyuz-Apollo este un asteroid din centura principală, descoperit pe 19 iulie 1977 de Nikolai Cernîh.